# Franz Pfemfert
 (décembre 2023).
Si vous disposez d'ouvrages ou d'articles de référence ou si vous connaissez des sites web de qualité traitant du thème abordé ici, merci de compléter l'article en donnant les références utiles à sa vérifiabilité et en les liant à la section « Notes et références ».
Franz Pfemfert (1879-1954) est un écrivain, éditeur et homme politique allemand.

## Biographie
Franz Pfemfert fonde en 1911 la revue Die Aktion dont le contenu est tant artistique que politique.
La même année, il épouse Alexandra Ramm qui collabore au journal par des articles, des critiques et des traductions depuis le russe.
Hostile à la guerre mondiale, il crée en 1915 une petite organisation : le Antinationale Sozialistenpartei (Parti socialiste antinational). Proche de Rosa Luxemburg, il rejoint la ligue spartakiste, qui se transforme en Parti communiste d'Allemagne (KPD). Il adhère en 1920 à la scission de gauche KAPD, puis quitte ce parti et rejoint l'AAUD-E.
Il participe en 1926 à la création d'une « deuxième » ligue spartakiste (la Ligue spartakiste des organisations communistes), groupe se réclamant des idées de Rosa Luxemburg et hostile à la bureaucratisation du KPD.
En mars 1933, Franz Pfemfert et Alexandra Ramm-Pfemfert fuient l'Allemagne et se réfugie dans un premier temps en Tchécoslovaquie, puis à partir de 1936 en France. En 1940 il est à nouveau contraint de fuir, et va au Mexique. Plus tard, il tentera de rejoindre les États-Unis mais, malgré le soutien d'Albert Einstein, n'est pas autorisé à immigrer par le gouvernement américain.